# Campeonato da Turquia de Ciclismo em Estrada
Os Campeonatos da Turquia de Ciclismo em Estrada organizam-se anualmente desde o ano 2006 para determinar o campeão ciclista da Turquia da cada ano. O título outorga-se ao vencedor de uma única carreira. O vencedor obtém o direito a portar um maillot com as cores da Bandeira da Turquia até ao Campeonato da Turquia do ano seguinte.

## Palmarés
| Ano  | Ganhador       | Segundo             | Terceiro                |
| 2006 | Bilal Akgul    | Kamil Alev          | Halil Korkmaz           |
| 2007 | Ugur Marmara   | Mehmet Mutlu        | Orhan Sahin             |
| 2008 | Orhan Sahin    | Nazim Bakirci       | Kemal Küçükbay          |
| 2009 | Mustafa Sayar  | Eyüp Karagöbek      | İsmail Akşoy            |
| 2010 | Behçet Usta    | Nevzat Kizal        | Gökhan Até              |
| 2011 | Kemal Küçükbay | Nazim Bakirci       | Ugur Marmara            |
| 2012 | Miraç Kal      | Mustafa Sayar       | Muhammet Eyüp Karagöbek |
| 2013 | Nazim Bakirci  | Bekir Baki Akırşan  | Miraç Kal               |
| 2014 | Feritcan Şamlı | Rasim Reis          | Gökhan Até              |
| 2015 | Ahmet Akdilek  | Bekir Baki Akırşan  | Fatih Keleş             |
| 2016 | Onur Balkan    | Ahmet Örken         | Recep Ünalan            |
| 2017 | Onur Balkan    | Oguzhan Tiryaki     | Ahmet Örken             |
| 2018 | Onur Balkan    | Muhammed Atalay     | Mustafa Sayar           |
| 2019 | Ahmet Örken    | Onur Balkan         | Feritcan Şamlı          |
| 2020 | Onur Balkan    | Halil İbrahim Doğan | Emre Yavuz              |
| 2021 | Onur Balkan    | Batuhan Özgür       | Ahmet Örken             |